# كريستوف بودي
كريستوف بودي (بالألمانية: Christoph Budde)‏ هو لاعب كرة قدم ألماني، ولد في 11 فبراير 1963 في إركلنتس في ألمانيا، وتوفي في 1 ديسمبر 2009 في مونشنغلادباخ في ألمانيا بسبب إنفلونزا. لعب مع بوروسيا مونشنغلادباخ.

## وصلات خارجية
- كريستوف بودي على موقع قاعدة بيانات كرة القدم.إي يو (الإنجليزية)
- كريستوف بودي على موقع بيانات كرة القدم. دي إي (الألمانية)
- كريستوف بودي على موقع عالم كرة القدم.نت (الإنجليزية)